# Schleuse Strullendorf
Die Schleuse Strullendorf wurde in der Zeit von Juli 1964 bis März 1967 im Rahmen des Baues der Bundeswasserstraße Main-Donau-Kanal errichtet. Sie ist als Sparschleuse mit einem Sparbecken südwestlich des Schleusenbeckens ausgeführt. Kurz vor der Schleuse zweigt der Kraftwerkkanal zum Kraftwerk Hirschaid nach Westen ab.

## Schleuse
Die Kammer der Schiffs-Einzelschleuse liegt bei Kanal-Kilometer 13,29, hat bei einer Kammerlänge von 200 m eine nutzbare Länge von 190 m und eine Nutzbreite von 12 m.
Das Oberwasser hat eine Höhe von 249,21 m ü. NN, die des Schleusen-Unterwassers liegt bei 241,8 m ü. NN. Die Schleusungs-Fallhöhe beträgt 7,41 Meter. Die Schleusenkammer hat ein Volumen von 17.600 Kubikmeter. Die Schleusung dauert mit einer Geschwindigkeit von 0,7 m/min 15 Minuten. Pro Schleusung werden 11.000 Kubikmeter Wasser benötigt. 2008 wurde das Untertor der Schleuse getauscht.

## Steuerung
Die Schleuse hat einen eigenen Kommandostand, wird aber seit 2007 aus der Leitzentrale der WSV in Neuses an der Regnitz fernbedient. Von dort aus werden auch die Schleusen Forchheim, Hausen und Bamberg ferngesteuert. Ab 2024 soll die Steuerung von zwölf Schleusen aus der Leitzentrale Nürnberg  erfolgen, später die aller 16 Kanalschleusen.
Die Schleuse ist, außer bei Betriebsstörungen wie beispielsweise Unfällen, Wartungsarbeiten oder Eisgang, ganzjährig rund um die Uhr betriebsbereit und nachts beleuchtet. Im Ober- und Unterwasser bestehen jeweils Schleusenvorhäfen für die Berufsschifffahrt, Warteplätze mit Sprechstellen für die Freizeitschifffahrt und Slipanlagen für Kleinfahrzeuge. Kleinfahrzeuge werden nur tagsüber und meist zusammen mit der Großschifffahrt abgefertigt. Muskelkraftgetriebene Wasserfahrzeuge werden nicht geschleust; für diese steht an den Slipstellen ein bepfandeter Transportwagen zum händischen Umsetzen bereit.

## Betriebsstörungen
- Am 5. Juni 2012 ging der Kapitän eines Gütermotorschiffes beim Anlegen in der Schleuse über Bord und kam in der Folge durch Ertrinken zu Tode. Ein zum Unfallort geeilter Ersthelfer wurde bei dem Rettungsversuch ebenfalls verletzt.[10]
- Am 29. Oktober 2017 havarierte ein nahezu voll besetztes Kreuzfahrtschiff an der über das nördliche Schleusenunterhaupt führenden Eisenbahnbrücke, da das Steuerhaus nicht abgesenkt war. Die Reisenden und die Besatzungsmitglieder kamen mit dem Schrecken davon.[11]
- Am 6. Februar 2018 wurde ein überlanger Schubverband an der Schleuse gestoppt. Keines der Besatzungsmitglieder war der deutschen Sprache kundig, sodass die Sprachbarriere die Erteilung der erforderlichen Ausnahmegenehmigung verhinderte.[12]